# Norra Lundby kyrka

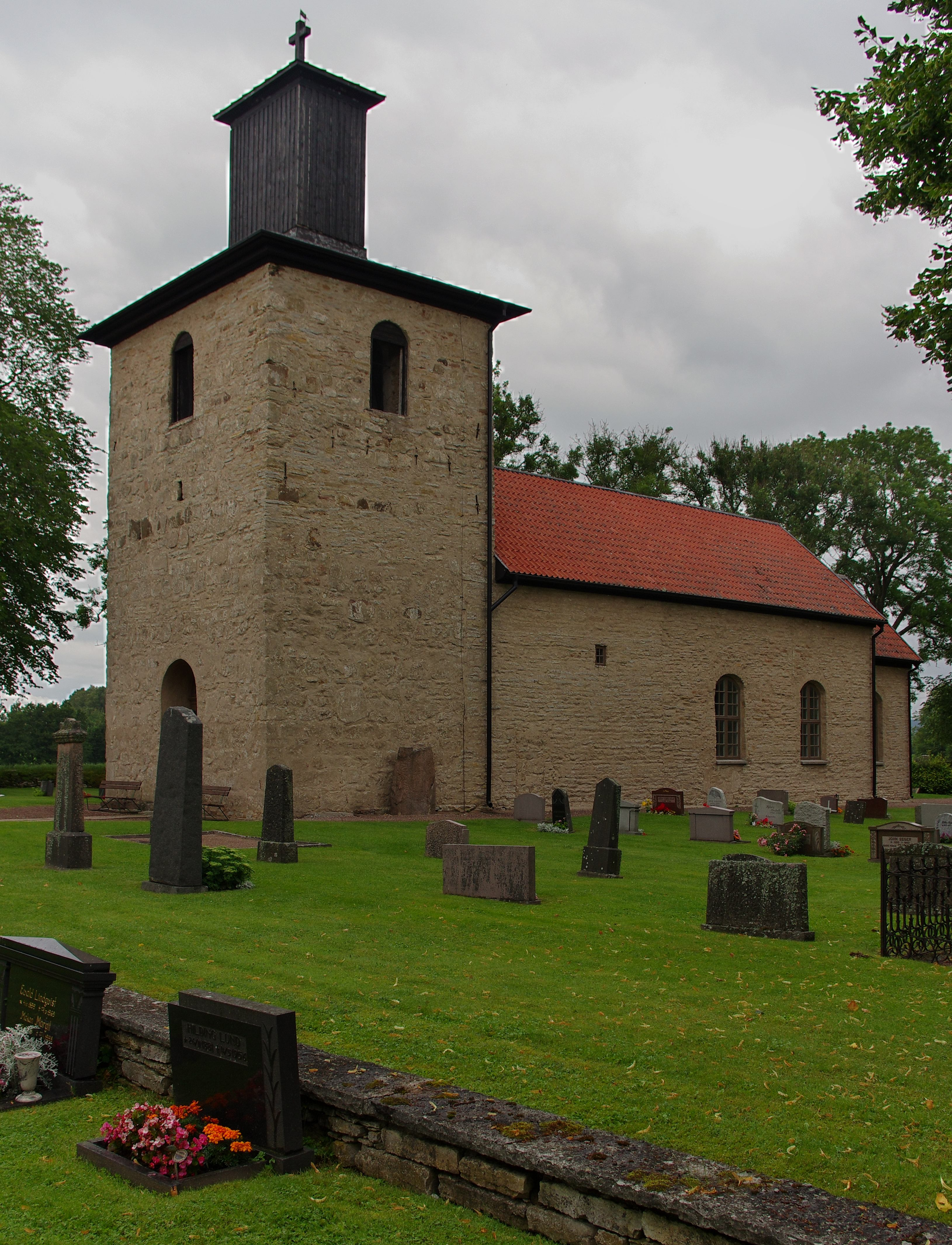
Tornet

Norra Lundby kyrka är en kyrkobyggnad som sedan 2018 tillhör Valle församling (2006-2018 Varnhems församling och tidigare Norra Lundby församling). Den ligger drygt två kilometer sydväst om Varnhems klosterkyrka i Skara kommun.

## Kyrkobyggnaden
Kyrkan består av långhus med ett smalare kor och en rund absid i öster. Norr om koret ligger en sakristia. Vid långhusets västra sida finns ett kyrktorn, med samma bredd som långhuset. Tornet kröns med en lanternin av trä.
Kyrkan uppfördes i romansk stil på 1100-talet och bestod då av långhus, kor och absid. Under senmedeltiden förlängdes kyrkan åt väster. Sannolikt var det då som kyrkans innertak försågs med kryssvalv. Möjligen tillkom då sakristian, ett kyrktorn och ett vapenhus i söder. 1676–1687 byggdes kyrkan om och fick sin nuvarande längd. Gamla tornet revs delvis och återstående murar blev en förlängning av långhuset åt väster. Ett nytt torn uppfördes väster om det gamla. Koret dekorerades med kalkmålningar. 1816 revs södra vapenhuset och ett nytt vapenhus inrymdes i tornets västra fasad. Samtidigt byggdes tornet om till sitt nuvarande utseende och fick tak med lanternin. 1941–1942 byttes långhusets takbeläggning ut från ekspån till enkupigt lertegel. Absid- och torntak belades med järnplåt. En omfattande renovering genomfördes 1952–1953 under ledning av arkitekt Adolf Niklasson i Skara. Fasadens kalkputs ersattes då av tunn genomskinlig puts. Några medeltida fönster togs fram. Ny bänkinredning tillkom och sakristian fick ny inredning.

## Inventarier

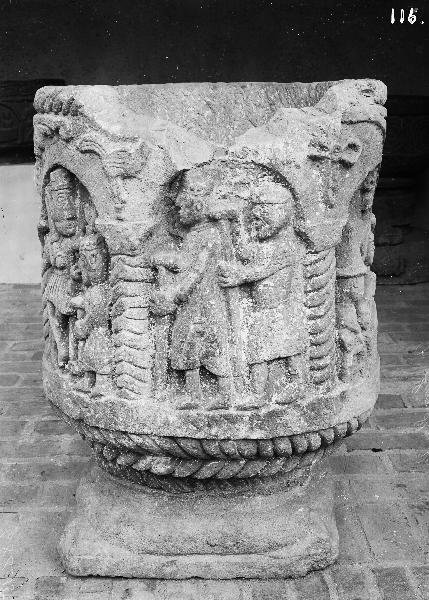
Dopfunt

- DopfuntDopfunten av sandsten med relieffigurer är troligen tillverkad av Skaramästaren vid mitten av 1100-talet.
- En tronande madonnaskulptur från 1230-1265 utförd i lind. Höjd 93 cm. [1]
- Altaruppsatsen är från 1600-talet.
- Predikstolen är i senbarock och bär årtalet 1690.

### Klockor
- I tornet hänger två klockor.
- Storklockan är senmedeltida av en ovanlig typ och saknar inskrift.[2]
- Lillklockan är gjuten 1766.

### Orgel
Nuvarande orgel inköptes 1981 från Smedmans Orgelbyggeri. Den ersatte ett harmonium som använts tidigare. Instrumentet, som står på golvet i det nordvästra hörnet, har sex stämmor fördelade på manual och pedal.